# Murszenie
Murszenie – proces biochemiczny polegający na przetwarzaniu materii organicznej, zachodzący w torfach i wywołany ich osuszaniem (naturalne lub melioracyjne). Proces zachodzi również w niektórych glebach semihydrogenicznych, w których występują wahania poziomu wód gruntowych.
Decydującą rolę w przemianach fizycznych i chemicznych zachodzących w masie torfowej odgrywa tlen. Końcowym etapem murszenia jest rozpad masy torfowej i zanik pierwotnej struktury torfu (głównie włóknistej).
Proces murszenia polega m.in. na humifikacji torfu przy stopniowej jego mineralizacji co jest przyczyną powstawania murszu, którego jakość powiązana jest z jakością torfu i warunków, w których zachodzą przemiany (najlepszy powstaje podczas umiarkowanego i powolnego osuszania torfowiska niskiego przy współudziale składników mineralnych np. pyłowych lub ilastych).
Następnie duża część torfu przekształca się w próchnicę tworzącą połączenia organiczno-mineralne. Połączenia te mają korzystny wpływ na powstawanie gleb murszowych lub murszowatych.
Gdy wystąpi zbyt gwałtowny proces odwodnienia i torf zostanie przesuszony to końcowym etapem murszenia będzie przewaga mineralizacji nad humifikacją oraz zwęglenie i rozdrobnienie substancji organicznej.
Proces murszenia ma charakter nieodwracalny.